# Teoria dello scambio sociale
La teoria dello scambio sociale è una prospettiva del campo della psicologia sociale e della sociologia che spiega il cambiamento sociale e la stabilità come un processo di scambi negoziati tra le persone. La teoria dello scambio sociale sostiene che tutte le relazioni umane sono formate dall'uso di un'analisi costi-benefici e dal confronto con le alternative. Ad esempio, quando una persona percepisce i costi di una relazione al di sopra dei benefici ottenuti, la persona, secondo questa teoria, lascerà la relazione. Questa teoria ha le sue radici in economia, psicologia e sociologia. La teoria dello scambio sociale va di pari passo con la teoria della scelta razionale e dello strutturalismo, assumendo le sue principali caratteristiche.

## Storia
Le teorie dello scambio sociale più complete sono quelle degli psicologi sociali americani, John Thibaut (1917–1986) e Harold Kelley (1921–2003), mentre tra i sociologi americani, George Homans (1910–1989), Peter Blau (1918–2002) e Claude Lévi-Strauss (1908–2009).